# فريق الألماس الأزرق
فريق الألماس الأزرق للاستعراض الجوي. (بالإنجليزية: Blue Diamonds (aerobatic team))‏.هو الفريق الاستعراضات الجوية الوطنية التابعة للقوات الجوية الفلبينية (PAF).

## التأسيس والتشكيل
تم تعيين فريق الألماس الأزرق إلى الجناح الخامس المقاتل، ومقره في القاعدة الجوية الباسا، فلوريدابلانكا بامبانجا. تأسس الفريق في عام 1952، فريق الألماس الأزرق هو واحدة من أقدم المحلقين فرق الاستعراضات الجوية الرسمية في العالم، تجاوز من قبل الولايات المتحدة البحرية الأزرق الملائكة شكلت في عام 1946 والمرموقة دورية فرنسا للقوات الجوية الفرنسية التي شكلت في عام 1931. تأسست الولايات المتحدة القوات الجوية العنكبوت سنويا بعد ذلك في عام 1953.. وكان فريق الماس الأزرق عرض نشط منذ عام 2005.